# فرودگاه کوچیس کاونتی
فرودگاه کوچیس کاونتی (به انگلیسی: Cochise County Airport) یک فرودگاه همگانی بهره‌برداری هوایی با کد یاتا CWX است که یک باند فرود آسفالت دارد و طول باند آن ۱۸۵۸ متر است. این فرودگاه در شهر ویلکاکس، آریزونا کشور ایالات متحده آمریکا قرار دارد و در ارتفاع ۱۲۷۶ متری از سطح دریا واقع شده‌است.